# One of These Nights (singolo)
One of These Nights è un singolo del gruppo musicale statunitense Eagles, pubblicato nel 1975.

## Tracce
1. One of These Nights – 3:28 (Henley, Frey)
2. Visions – 4:00 (Felder, Henley)

## Formazione
- Glenn Frey - chitarra acustica, cori
- Bernie Leadon - chitarra elettrica, cori
- Randy Meisner - basso, cori
- Don Henley - voce, batteria, percussioni
- Don Felder - chitarra elettrica

## Classifiche
| Classifica                  | Posizione massima |
| --------------------------- | ----------------- |
| Belgio (Fiandre)            | 8                 |
| Canada                      | 13                |
| Canada (adult contemporary) | 18                |
| Nuova Zelanda               | 3                 |
| Paesi Bassi                 | 7                 |
| Regno Unito                 | 23                |
| Stati Uniti                 | 1                 |